# セルゲイ・スタロスティン
セルゲイ・アナトリエヴィチ・スタロスティン（ロシア語: Серге́й Анато́льевич Ста́ростин、1953年3月24日 – 2005年9月30日）は、ロシアの歴史言語学者。
スタロスティンはさまざまな仮想的祖語の再構の業績によっておそらく最もよく知られている。この中には議論の多いアルタイ語族に関する論文、デネ・コーカサス大語族仮説の形成、さらに古い時代のボレア語族の提唱が含まれる。スタロスティンはまた中国語上古音の再構も行った。

## 生涯
スタロスティンはモスクワで生まれた。1970年にモスクワ大学に入学し、ノストラティック大語族の研究者であるアーロン・ドルゴポルスキーやヴラディーミル・ディボのもとで学び、また日本語を研究した。公刊された最初の論文は日本祖語に関するものである（1972年）。卒業後に同大学で教えた。1992年からはロシア国立人文大学に移った。
スタロスティンはコーカサス、サハリン州などでフィールドワークをおこない、またケット語の現地調査を組織した。
スタロスティンはミシガン大学で開かれた言語・先史シンポジウムのために1988年にはじめて訪米した。その後サンタフェ研究所の客員教授をつとめた。またオランダのライデン大学でしばしば講師をつとめ、2005年6月に同大学の栄誉博士の学位を授与された。
スタロスティンは2005年9月30日にモスクワで心筋梗塞によって急死した。子のゲオルギイ・スタロスティンも言語学者である。

## 理論
1986年に、スタロスティンはイーゴリ・ディアコノフと共同で、フルリ・ウラルトゥ語が北東コーカサス語族に属するという説を提出した。スタロスティンはまたキランティ祖語、チベット・ビルマ祖語、エニセイ祖語、北コーカサス祖語、アルタイ祖語の再構を行った。17世紀のアブル＝ガーズィーがはじめて述べ、20世紀初頭にラムステットが復活させた、日本語がアルタイ語族に属するという理論についてもスタロスティンは展開させた。
デネ・コーカサス大語族仮説においては、北西コーカサス語族、北東コーカサス語族、エニセイ語族、シナ・チベット語族、ナ・デネ語族がより巨大な単一の語族をなすとする。スタロスティンによれば、デネ・コーカサス大語族、オーストリック大語族、および（ヴラディスラフ・マルコヴィチ・イリチ＝スヴィティチが予測した）ノストラティック大語族がさらに古い時代において関連性を持ち、それを「ボレア（北方の）語族」とスタロスティンは呼んだ。

## 人類の言語進化プロジェクト
1985年以来、スタロスティンは言語学者の作業空間である STARLING システムの開発を行った。このソフトウェア開発はノーベル賞を受賞した物理学者のマレー・ゲルマンが手伝った。

## 主要な著作
- Hurro-Urartian as an Eastern Caucasian Language. München: R. Kitzinger. (1986). ISBN 3920645391 （ディアコノフと共著）
- Реконструкция древнекитайской фонологической системы（古代中国語の音韻体系の再構）. Москва. (1989). ISBN 5020169862
- Алтайская проблема и происхождение японского языка（アルタイ語族問題と日本語の起源）. Москва. (1991). ISBN 5020168130
- A North Caucasian Etymological Dictionary. Москва. (1994)（セルゲイ・ニコラエフと共著）
- “The historical position of Bai” (pdf). Московский лингвистический журнал 1:  174-190. (1995).  オリジナルの2012年10月12日時点におけるアーカイブ。.
- A Comparative Vocabulary of Five Sino-Tibetan Languages. University of Melbourne, Department of Linguistics and Applied Linguistics. (1996)（5冊、イリア・ペイロスと共著）
- Грамматика японского языка : введение, фонология, супрафонология, морфонология（日本語文法）. Москва. (2000). ISBN 5020181382 （共著）
- An Etymological Dictionary of the Altaic Languages. Leiden: Brill. (2003). ISBN 9004131531 （3冊、アンナ・ディボ、オレク・ムドラクと共著）
- Сравнительно-историческое языкознание（比較言語学）. Москва. (2005). ISBN 5769514450 （スヴェトラナ・ブルラクと共著）